# TOP TV
TOP TV je bil slovenski televizijski program, ki je 24 ur na dan obveščal o dogajanju doma, po svetu, na cestah, v športu, kulturi in o vremenu.
Leta 2012 je bil program Info TV preimenovan v TOP TV. Razlog je bila ovadba zoper nekdanjega direktorja Vladimirja Voduška. Vodenje programa je prevzel Dejan Vodušek.
Info TV je dobitnik nagrade Viktor za posebne dosežke 2005.
Trenutno obstaja kanal z imenom TOP TV Slovenija, ki v živo na platformi YouTube ter na spletni strani Top News prenaša pomembnejše slovenske družbeno-politične dogodke, shode, okrogle mize in izjave politikov.